# سیارک ۲۲۸۱۳۳
سیارک ۲۲۸۱۳۳ (به انگلیسی: 228133 Ripoll، نامگذاری:2009QM22)۲۲۸۱۳۳مین سیارک کشف شده‌است که در ۲۰ اوت ۲۰۰۹ کشف شد.